# Taizu quan
 (mai 2012).
Si vous disposez d'ouvrages ou d'articles de référence ou si vous connaissez des sites web de qualité traitant du thème abordé ici, merci de compléter l'article en donnant les références utiles à sa vérifiabilité et en les liant à la section « Notes et références ».
Ne doit pas être confondu avec Tai-chi-chuan.
Le Taizu quan ou Tai-Zu Quan (en chinois, 太祖長拳 Tàizǔ cháng quán) est un style de boxe chinoise, un kung fu parmi tant d'autres comme le baji quan ou le tong bei par exemple, qui se pratique principalement à Taïwan.